# Chatakuin
Chatakuin /Ime dolazi od atakuin, u značenju drveta, / jedno od sela Atfalati Indijanaca, plemena porodice Kalapooian, koje se nalazilo u ranom 19. stoljeću oko sedam milja (11 km) sjeverno od Hillsboroa u današnjem okrugu Washington u Oregonu.